# Operatie Pheasant
Operatie Pheasant, ook wel bekend als de Bevrijding van Noord-Brabant, was een grote operatie om de Duitse troepen te verdrijven uit de provincie Noord-Brabant in Nederland tijdens de gevechten aan het westfront in de Tweede Wereldoorlog. Dit offensief was het resultaat van het mislukken van Operatie Market Garden en de geallieerde inspanning om de belangrijke haven van Antwerpen te veroveren. De operatie werd uitgevoerd door de geallieerde 21e Legergroep tussen 20 oktober en 4 november 1944.
Na het initiële Duitse verzet te hebben overwonnen, bevrijdde deze operatie de steden Hoogstraten, Tilburg, 's-Hertogenbosch, Roosendaal, Bergen op Zoom, Willemstad en Breda en daarmee werd Noord-Brabant grotendeels bevrijd van Duitse troepen.

## Achtergrond
In september 1944 hadden de geallieerden Operatie Market Garden gelanceerd, een groot offensief vanaf de Nederlands-Belgische grens door het zuiden van Nederland via Eindhoven en Nijmegen richting de Rijnbrug bij Arnhem. Het doel was om de Rijn over te steken en de Westwall te omzeilen ter voorbereiding op de laatste opmars richting Berlijn. De geallieerde luchtlandingstroepen slaagden erin de bruggen in te nemen, maar vertragingen en toenemende weerstand resulteerden in de nederlaag bij de Rijnbrug in Arnhem. De opmars stopte ten zuiden van de Nederrijn, resulterend in een smalle saillant die vanuit het noorden van België door het zuidoosten van Nederland liep en kwetsbaar was voor aanvallen. Duitse aanvallen in deze saillant werden afgeslagen. Een deel van deze aanvallen kwamen vanaf een bruggenhoofd ten westen van de bocht in de Maas nabij de stad Venlo. Operatie Aintree werd gelanceerd en deze dreiging werd onder hoge kosten weggenomen. Dit betekende echter dat de flank verder naar het westen richting Tilburg en 's-Hertogenbosch ook een bedreiging werd die weggehaald moest worden de saillant ook aan deze zijde moest worden verbreed.
Op 16 oktober had de commandant van de 21e Legergroep Field Marshall Bernard Montgomery het Britse 2e Leger zodanig gefocust dat het volledige gewicht van dit leger beschikbaar zou zijn voor de Anglo-Canadese poging om Antwerpen als belangrijkste bevoorradingshaven van de geallieerden te verkrijgen. De rechterflank van het leger zou langs de Maas trekken en de linkerflank ongeveer 15 km ten zuiden van Tilburg. 

## Startpositie
Operatie Pheasant bestond uit 12 divisies die op 20 oktober 1944 vanuit verschillende startposities de aanval inzetten tegen de Duitse troepen. In het westen vond de Slag om de Schelde plaats, maar de frontlijn eindigde niet in Antwerpen; deze liep verder naar het oosten. Na Operatie Overlord was een corridor tot in Nijmegen ontstaan. Operatie Pheasant strekte zich uit over de frontlijn van Antwerpen tot Nijmegen. Het Britse 2e Leger nam de zuidflank aan het kanaal voor zijn rekening, terwijl het 12e Legerkorps (Verenigd Koninkrijk) de oostflank aan de corridor bezette. Hun aanvalsvector was naar het westen gericht. Dit korps bestond op dat moment uit vier divisies:
```
   
15e (Schotse) Infanteriedivisie

   
51e Highland Divisie
 (
Operatie Colin
)
   
7e Pantserdivisie (Verenigd Koninkrijk)

   
53e (Welshe) Infanteriedivisie
 (
Operatie Alan
)
```

De start van Operatie Pheasant aan de zuidflank vond plaats bij het Belgische kanaal Dessel-Turnhout-Schoten, waarbij gebruik werd gemaakt van het bruggenhoofd Rijkevorsel. Deze aanval werd uitgevoerd door:
```
   
49e (West Riding) Infanteriedivisie
 (
Polar Bears
) (
Operatie Rebound
)
   
1e Poolse Pantserdivisie
 (onder leiding van generaal 
Stanisław Maczek
)
   
104e Infanteriedivisie
 (
Timberwolves
)
   2e Canadese Divisie en 4e Canadese Pantserdivisie (
Operatie Suitcase
)
```

Daarnaast waren er kleinere groeperingen actief, zoals de gelegenheidsformatie Bobforce en de Prinses Irene Brigade.
Aan de zuidflank moesten eerst de dorpen aan de overkant van het kanaal worden bevrijd, zodat de geallieerde troepen hun startposities ten noorden van het kanaal konden innemen. Voor de Timberwolves was dit oorspronkelijk Sint-Lenaarts en Brecht, maar zij arriveerden later dan gepland; op 20 oktober bevonden zij zich nog in Mechelen. Op 23 oktober kwam de legereenheid aan  in Wuustwezel. Het hoofdkwartier werd verplaatst naar Malle. Op 25 oktober begonnen ze met de strijd tegen de Duitsers. Andere troepen startten hun opmars vanuit verschillende locaties ten noorden van de kanaalzone. Ten westen van de Timberwolves was Operatie Suitcase bezig om via Essen naar Roosendaal en Bergen op Zoom op te trekken. Ten oosten van Hoogstraten had generaal Maczek zijn vertrekpunt in Baarle. Hierdoor konden de geallieerden meerdere noordelijke aanvalslijnen uitbouwen. Op de kaart is de omsingelende beweging rond Hoogstraten duidelijk zichtbaar, waarbij de omsingeling compleet werd met de verovering van Zundert op 29 oktober door de Timberwolves en de bevrijding van Breda op 30 oktober door Maczeks troepen.
De Duitse generaal Josef Reichert kreeg op de avond van 22 oktober van Berlijn toestemming om zijn troepen terug te trekken naar het noorden om een omsingeling in Hoogstraten te voorkomen. Deze actie werd in de vroege uren (nacht) van 23 oktober uitgevoerd.
Een nauwkeurige telling van het aantal betrokken soldaten is lastig, omdat sommige divisies regimenten in reserve hielden. Zo had de 104e Infanteriedivisie bijvoorbeeld het 413e en 414e Infanterieregiment geactiveerd, terwijl het 415e Regiment in reserve bleef. Aan geallieerde zijde waren naar schatting ongeveer 250.000 manschappen betrokken bij de operatie, tegenover ongeveer 100.000 Duitse soldaten, wat een verhouding van 2,5 geallieerde soldaten per Duitse verdediger opleverde.

## Betrokken geallieerde eenheden
- 2e Leger (Major-General Miles Christopher Dempsey)
  -  12e Legerkorps (Lieutenant general Neil Ritchie)
    -  53e (Welshe) Infanteriedivisie (Major-General Robert Ross)
    -  7e Pantserdivisie (Major-General Gerald Lloyd Verney)
    -  4e Pantserbrigade (Brigadier Michael Carver)[5]
    -  33e Pantserbrigade (Brigadier Henry Balfour Scott)[5]
    -  51e (Hoogland) Infanteriedivisie (Major-General Thomas G. Rennie)
    -  15e (Schotse) Infanteriedivisie (Major-General Colin Muir Barber)
    -  6e Guards Pantserbrigade (Brigadier Walter Greenacre)

  -  1e Legerkorps (Lieutenant general John Crocker)
    -  1e (Poolse) Pantserdivisie (Generaal Stanisław Maczek)
    -  4e (Canadese) Pantserdivisie (Major-General Harry W. Foster)
    -  49e (West Riding) Infanteriedivisie (Major-General Evely H. Barker)
    -  104e (Timberwolf) Infanteriedivisie (Major-General Terry de la Mesa Allen Sr.)
    -  34e Tankbrigade (Brigadier William Stanhope Clarke) [5]
    -  2e (Canadese) Pantserbrigade (Brigadier John F. Bingham)

## Betrokken Duitse eenheden
- 15e Leger (Generaal der Infanterie Gustav-Adolf von Zangen)
  - 89e Legerkorps (General der Infanterie Werner Freiherr von und zu Gilsa)
  - 67e Legerkorps (General der Infanterie Otto Sponheimer, vanaf 25 oktober 1944 Generalleutnant Friedrich-August Schack, vanaf 28 oktober 1944 Generalleutnant Carl Püchler (die vervolgens op 1 november General der Infanterie werd))
    - 346e Infanteriedivisie (Generalleutnant Walter Steinmüller)
    - 711e Infanteriedivisie (Generalleutnant Josef Reichert)
    - 719e Infanteriedivisie (Generalleutnant Felix Schwalbe)
    - Kampfgruppe Chill (Generalleutnant Kurt Chill)

  - 88e Legerkorps ((General der Infanterie Hans Wolfgang Reinhard)
    - 59e Infanteriedivisie (Generalleutnant Walter Poppe)
    - 245e Infanteriedivisie (Generalleutnant Erwin Sander)
    - 712e Infanteriedivisie (GeneralleutnantFriedrich-Wilhelm Neumann)
    - 256e Volksgrenadierdivisie  (Oberst Gerhard Franz), arriveerde van 15 tot 22 oktober aan het front

Noot: Kampfgruppe Chill was een typische Duitse ad hoc eenheid. Generalleutnant Kurt Chill had na de terugtocht vanuit Normandië nog slechts restanten over van zijn 85e Infanteriedivisie, maar verzamelde energiek verspreide eenheden. Later werden aan de Kampfgruppe nog Fallschirmjäger en Sturmgeschütz-Brigades toegevoegd. Bij het begin van de operatie bestond had Chill tot zijn beschikking: zeven bataljons met 3500 man plus KGr Von der Heydte: I, III, IV/FJR 6, I/FJR 2, KGr Dreyer: I/HGö, Ohler, Bauer, met ondersteuning van Heeres-Sturmartillerie-Brigade 667 (31 StuG’s en StuH’s).

### Geallieerde plan
Er werd een operatie bedacht om het midden en westen van de provincie Noord-Brabant te bevrijden door middel van een opmars westwaarts op de as van 's-Hertogenbosch naar Breda. Om de nog steeds voortdurende strijd om de Schelde te ondersteunen, zou de geallieerde 21e Legergroep de aanval lanceren – delen van het Canadese 1e Leger zouden aanvallen vanuit België (Operatie Suitcase) en het Britse 2e Leger zou vanuit oostelijk Brabant aanvallen op de onbeschutte westelijke flank van de Nijmeegse corridor. De algehele operatie met de codenaam Pheasant zou op 20 oktober 1944 van start gaan.
Op de eerste dag zouden de 53e (Welshe) Infanteriedivisie en de 7e Pantserdivisie Operatie Alan lanceren om het belangrijkste doel te veroveren: 's-Hertogenbosch. Deze stad met zo’n 50.000 inwoners was in feite een middeleeuwse vesting met wallen, een gracht en een citadel, doorsneden door twee waterwegen: de Dommel en de Zuid-Willemsvaart.
Bij Operatie Colin zou de 51e (Hoogland) Infanteriedivisie betrokken zijn; deze zou samen met de 15e (Schotse) Infanteriedivisie aan hun linkerkant aanvallen om de stad Tilburg te veroveren en verder naar het noorden op te rukken. Het plan van de divisie was aan te vallen vanuit Sint-Oedenrode, waarbij het doel van 153e Infanteriebrigade Schijndel was, de 152e Infanteriebrigade op links het bosgebied ten oosten van de Dommel zou schoonvegen en de 154e Infanteriebrigade (in Kangaroos) zou reserve zijn om mogelijkheden te exploiteren met als doel Esch, Boxtel en Vught in te nemen, evenals de steden en dorpen ten zuidoosten en zuiden van 's-Hertogenbosch.
Het Britse 1e Legerkorps zou Operatie Colin aan de linkerzijde steunen, waarbij de 1e Poolse Pantserdivisie Breda zou moeten innemen en de Canadese 4e Pantserdivisie zou richting Bergen op Zoom rijden. Op de linkerflank van de Polen zou de Britse 49e (West Riding) Infanteriedivisie oprukken richting Willemstad aan te vallen door een bruggenhoofd proberen te forceren over de Mark. Ze zouden op de linkerflank worden bijgestaan door de verse Amerikaanse 104e (Timberwolf) Infanteriedivisie, die was toegewezen om het Britse 1e Legerkorps te ondersteunen.

### Duitse verdediging
Het Duitse 15e Leger beschikte op papier over zeven, later acht divisies. De naam divisiegroepen zou beter zijn, want de meesten waren met zware verliezen uit Normandië teruggekomen en/of hadden in de voorafgaande maand zware verliezen geleden. De enige frisse divisie was de bij het begin van Operatie Pheasant net arriverende 256e Volksgrenadierdivisie, maar deze divisie was net pas opgericht en totaal onervaren. Belangrijk voor de verdediging van von Zangen was, dat hij beschikte over een aantal pantsereenheden, die toegevoegd werden om de Duitse infanterie te versterken. Dit waren de Sturmgeschütz-Brigade 244, 280 en 667 en de schwere Panzerjäger-Abteilung 559. Deze eenheden zouden een belangrijke rol spelen in de verdediging.

## Operatie Pheasant

### Britse 12e Legerkorps
De aanval begon in de nacht van 22 oktober toen de artillerie het vuur opende op de Duitse posities bij Nuland. Het korps rukte kort daarna op, maar de weersomstandigheden waren zo slecht dat luchtsteun verhinderd werd. Later op de dag verbeterde het zicht en alle oproepen voor onmiddellijke luchtsteun werden beantwoord door de 2nd Tactical Air Force van de RAF. Met een sterke strijdmacht van middelzware bommenwerpers en Typhoon en Spitfire jachtbommenwerpers vielen ze de Maasbruggen bij Hedel en Moerdijk aan. De 53e Welshe Divisie, bestaande uit de 71e en 160e infanteriebrigades met de 158e in reserve nabij Oss lanceerden hun aanval samen met de 7e Pantserdivisie op Nuland. De 71e Infanteriebrigade begon op te rukken vanaf de lijn Vinkel-Papendijk aan de zuidzijde en de 160e vanaf de Loonschestraat net ten westen van Geffen. Nuland werd om 07:45 uur ontruimd door twee Duitse bataljons, later op de dag werd een Duitse tegenaanval gestopt door machinegeweervuur.

#### Operatie Colin

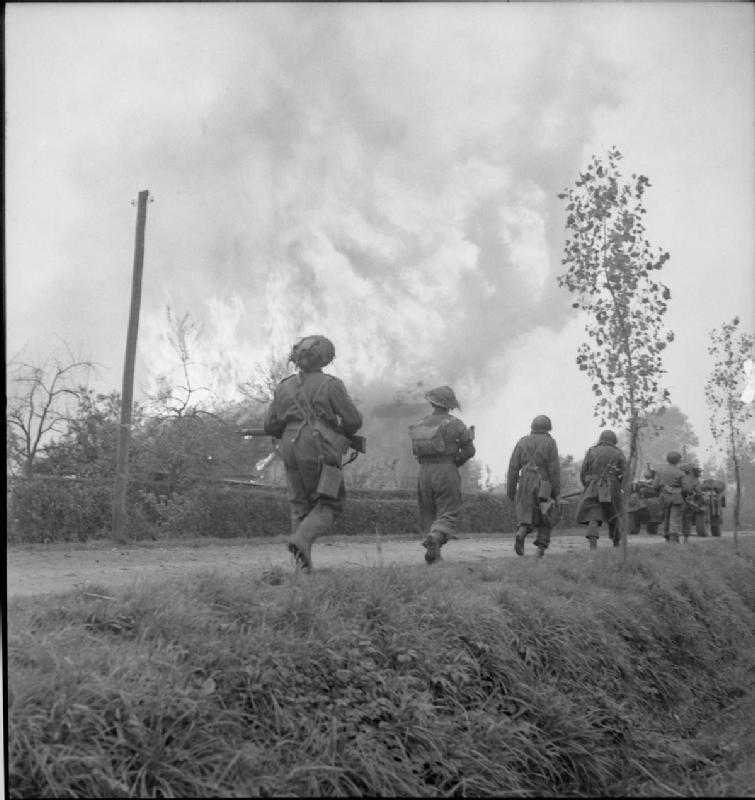
Infanterie van de 51e Hoogland divisie, ondersteund door Daimler pantserwagens van het 2nd Derbyshire Yeomanry, passeren een brandend huis in Sint-Michielsgestel, tijdens Operatie Colin

The 51e Hoogland Divisie, samengesteld uit de 152e, 153e en 154e Infanteriebrigades zou aanvallen vanaf het dorp  Eerde bij Veghel, zo’n 17 km van 's-Hertogenbosch. Tegenstander van de 51e Divisie was de Duitse 59e Infanteriedivisie, die de frontlijn tussen Liempde en Veghel bewaakte.
De aanval startte bij ochtendgloren op 23 oktober en de Hooglanders namen Schijndel redelijk gemakkelijk in en rukten verder op ondanks toenemende tegenstand. De 152e Infanteriebrigade viel de bossen ten oosten van de Dommel aan en ook het gebied tegenover Boxtel en de Schijndel dijk. Ondanks tegenstand van geharde Duitse parachutisten namen de Schotten hun doelen in en incasseerden ook enige verliezen. Uiteindelijk bereikten ze Vught en bevrijden het Kamp Vught. De positie in dit dorp was twijfelachtig, want de 7th Black Watch raakten onder zwaar artillerie- en mortiervuur vanuit Fort Isabella, maar tegen 15:00 uur was dit overwonnen. Na de inname van Schijndel rukten de Schotten verder op en vonden Boxtel al door de Duitsers ontruimd. De brug over de Esschestroom bij Hal was echter opgeblazen en deze overgang werd door de Duitsers sterk verdedigd.
Ondertussen was de 7e Pantserbrigade bij Loon op Zand gestopt door Duits kanonvuur. De 153e Infanteriebrigade werd ter assistentie gestuurd en gezamenlijk werd het dorp veroverd en de twee brigades trokken daarna op naar het noorden en bereikten tegen 30 oktober Sprang. De 154e Infanteriebrigade gebruikte dit om noordwestelijk op te rukken richting Raamsdonk, dat tegen het eind van de dag bereikt werd. De Duitsers waren wanhopig bezig om niet omsingeld te raken en probeerden de route zo lang mogelijk open te houden. Maar de Britten staken de Donge over nadat ze een intacte brug gevonden hadden en ze namen vervolgens zonder tegenstand Geertruidenberg in. Een kleine Duitse tegenaanval slaagde er niet in de Britse opmars tegen te houden, maar de Britten troffen toch de brug over de Maas opgeblazen aan.
Operatie Colin was nu voorbij en de hele divisie kreeg een paar dagen rust. Verder naar het zuiden rukte de andere Schotse divisie, de 15e, op richting Tilburg.

#### Operatie Alan – Slag om 's-Hertogenbosch

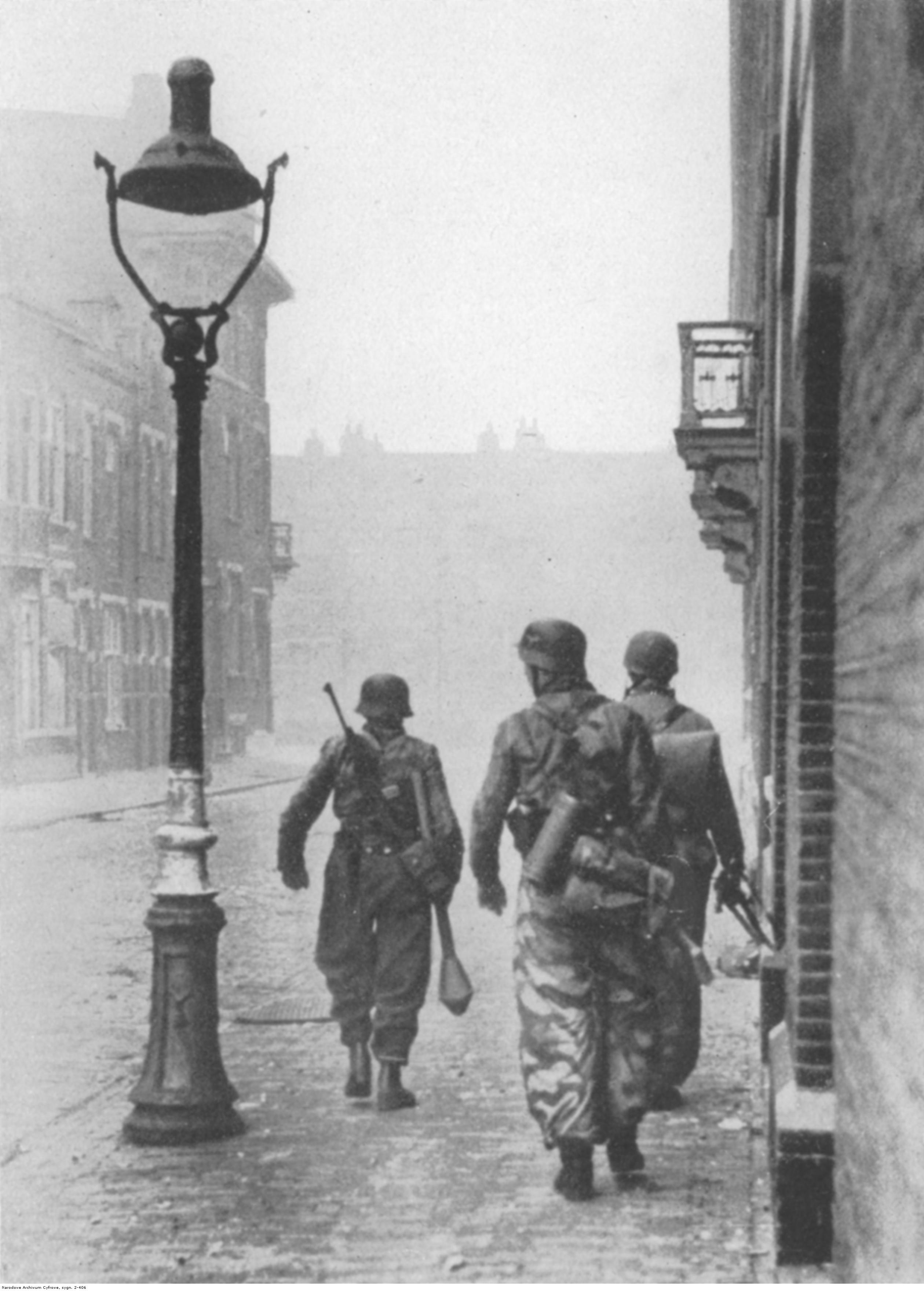
Duitse soldaten in 's-Hertogenbosch

In de vroege morgen van 24 oktober begonnen het 1/5th Battalion, Welsh Regiment en het 1st Battalion, East Lancashire Regiment hun nachtelijke mars langs de spoorlijn m.b.v. kunstmatig maanlicht (d.m.v. schijnwerpers). In 's-Hertogenbosch had de 53e Divisie de Duitse 712e Infanteriedivisie als tegenstander.
De 5th Royal Inniskilling Dragoon Guards van de 7e Pantserdivisie kreeg te maken met stevige tegenstand, met name bij Middelrode, maar de 53e Divisie slaagde erin in de vroege ochtenduren om een eerste voet aan de grond te krijgen in 's-Hertogenbosch zelf. Tegen 04:30 uur bereikten de voorste elementen de noordoostelijke rand van de stad en rukten snel op tegen de Duitsers bij de bruggen over de smalle kanalen die rond de stad lagen. De Welshe troepen staken het netwerk van waterwegen rond de oude citadel over, via vele bruggen die nog intact waren. Steun werd verkregen van Churchill-tanks en daarnaast van C Squadron van de 79e Pantserdivisie met Crocodile vlammenwerpende tanks.
De 1/5th Welsh probeerden het noordelijke deel van de stad in te nemen en de brug over de Dieze te veroveren. Dat laatste ging uiteindelijk mis. Het leidende peloton van compagnie B raakte verdwaald en hoewel de brug intact werd gevonden, werd deze later opgeblazen, waardoor de mannen vast kwamen te zitten. Duitse gemotoriseerde kanonnen trokken toen naar binnen en een twaalf uur lange en intense strijd werd uitgevochten. Een van de zelfrijdende kanonnen werd uitgeschakeld door een PIAT, maar toen hun munitie op was, moest het vastzittende peloton zich overgeven, ongeveer vijftig man in totaal, hoewel sommigen probeerden terug te zwemmen over de rivier.
Terwijl de rest van de brigade oprukte, had het 1st Battalion East Lancs het zuiden van de rivier vrijgemaakt. Ze vielen uit een hinderlaag een Duitse colonne aan, die vanuit het oosten langs de Hinthamerstraat de stad introk. Tanks en pantserwagens van de Inniskilling Dragoons reden op de spoorlijn en sloten snel aan bij de infanterie. Gesteund door deze tanks probeerden de East Lancs de twee bruggen over de Aa en de Zuid-Willemsvaart te veroveren (Hinthammereinde). De brug over de Aa werd intact ingenomen, maar de brug over de Zuid-Willemsvaart werd opgeblazen. Het bataljon nam vervolgens posities in tussen de twee kanalen en trok vervolgens de stad binnen. Ze drongen door de oostelijke kant van de stad en hun leidende twee pelotons naderden de spoorbrug over de rivier de Dommel. Na hevige gevechten bereikten ze de brug en ontdekten dat deze was opgeblazen. Bij het vallen van de avond bleek echter dat een nabijgelegen sluis over het kanaal tegenover het treinstation intact was.
De volgende dag slaagde het 7th Royal Welsh erin onder dekking van rook en ondersteund door mortiervuur, tanks en Crocodiles de sluis over te steken en een nabijgelegen Duitse post in te nemen. Hun aanval verraste de Duitsers en ze namen 25 Duitsers krijgsgevangen. De rest van het bataljon stak vervolgens over en een sterk bruggenhoofd werd veiliggesteld op de westelijke oever van de Dommel. Verderop werd een baileybrug gebouwd door de Royal Engineers, waarna het gebied ten noorden werd gezuiverd. Het 6th Battalion probeerde het kanaal over te steken met boten, maar nadat er een tot zinken was gebracht, trokken ze zich terug - de Duitsers bleken het gebied ’s nachts te hebben versterkt. De East Lancs vanuit het zuiden vervolgden hun weg naar het noorden langs de oever van de Dommel terwijl de Royal Welch de stad in het westen ontruimde. De East Lancs sloten zich rond 22.00 uur aan bij de Welch, wat betekende dat alle bruggenhoofden over de Dommel waren veiliggesteld.
Op 26 oktober baanden de Britten zich een weg naar het noorden in de richting van het treinstation, dat tegen die tijd hevig in brand stond. De opmars ging door tot in de nacht. Het Duitse garnizoen verzette zich heftig met zware huis-aan-huisgevechten, maar geleidelijk putten de Britse aanvallers ze uit en werden veel belangrijke gebouwen ingenomen en er werden krijgsgevangen gemaakt. De Duitse garnizoenscommandant, Major Riehl, werd later gevangengenomen tijdens een zuiveringsactie in de noordelijke wijken.
De volgende dag begonnen de zuiveringsoperaties toen de stad grotendeels in Britse handen was. Een tegenaanval ontwikkelde zich nog in de loop van de ochtend, toen drie tanks en vijf gemotoriseerde kanonnen (meest van s.Pz.Jg.Abt. 559), ondersteund door een compagnie infanterie, vanuit het westen tegen het treinstation oprukten. Handvuurwapens en de mortieren van de 7th Royal Welsh verspreidden de infanterie en de Duitse pantservoertuigen werd aangevallen door antitankkanonnen. Met behulp van rook werden twee pantservoertuigen uitgeschakeld en werd de tegenaanval afgeslagen. Nog eens vier uitgeschakelde Duitse voertuigen werden later veroverd door de 1st Welsh.
Tegen de avond van 27 oktober was het Duitse verzet grotendeels gebroken en was de stad bevrijd. De 160e Infanteriebrigade loste de 158e, minus de 7th Royal Welsh, af in het gebied ten westen van de Dommel. De laatste brigade ging in reserve ten oosten van de stad. De strijd was hard geweest - 145 Britse soldaten en 253 Nederlandse burgers kwamen om tijdens de slag en aanzienlijk meer Duitsers.

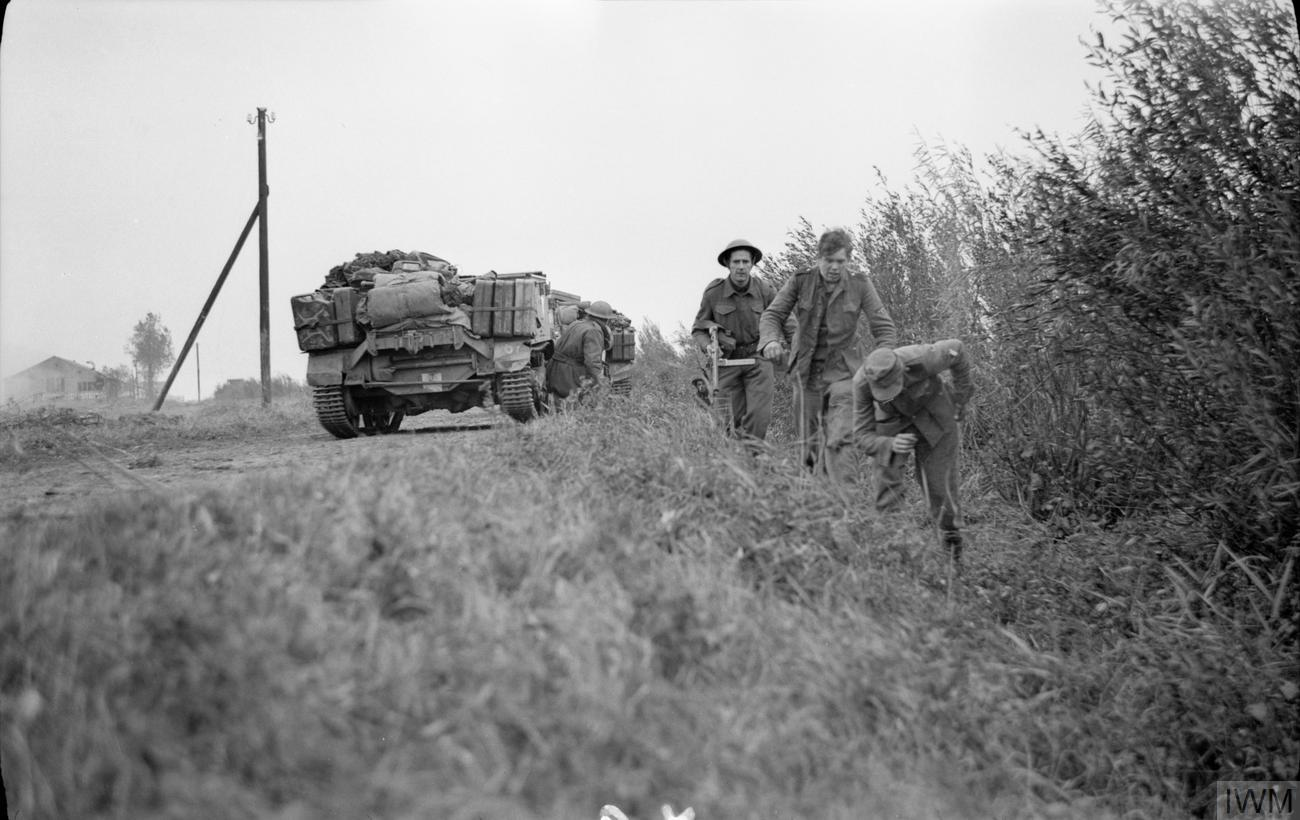
Duitse krijgsgevangenen worden langs een sloot binnen gebracht, voorbij aan Universal Carriers van de 6th Royal Welsh Fusiliers tijdens de gevechten rond 's-Hertogenbosch
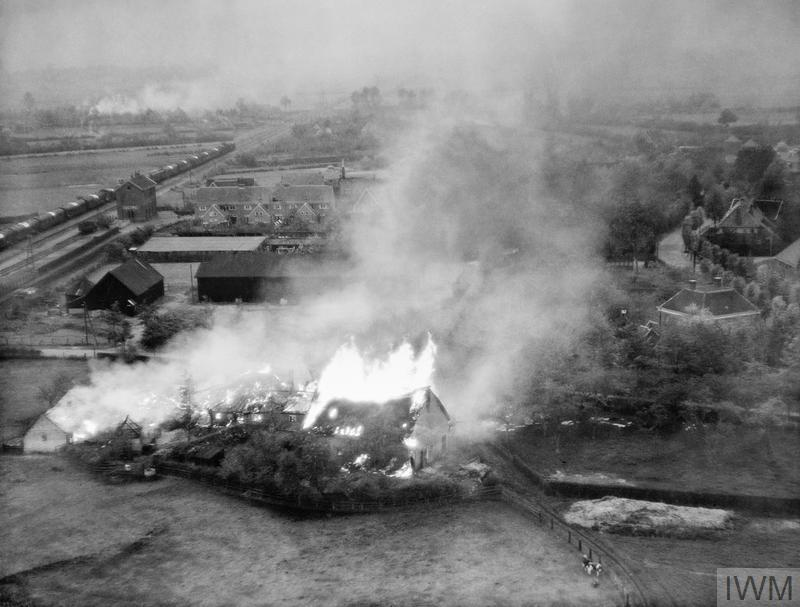
Crocodile vlammenwerper tanks warden ingezet tegen de Duitse posities ten oosten van 's-Hertogenbosch. Links op de foto een intacte Duitse Rode Kruis trein.
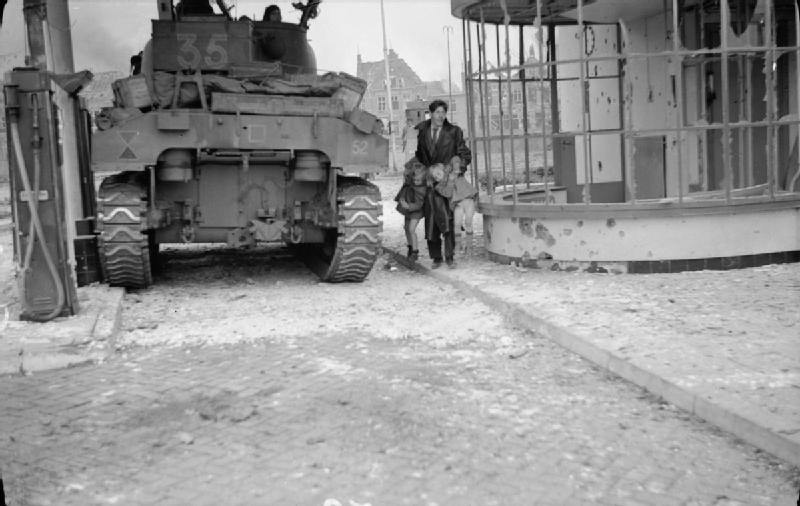
Een Nederlandse vader brengt zijn kinderen in veiligheid langs een Sherman tank tijdens de gevechten in 's-Hertogenbosch

#### Tilburg

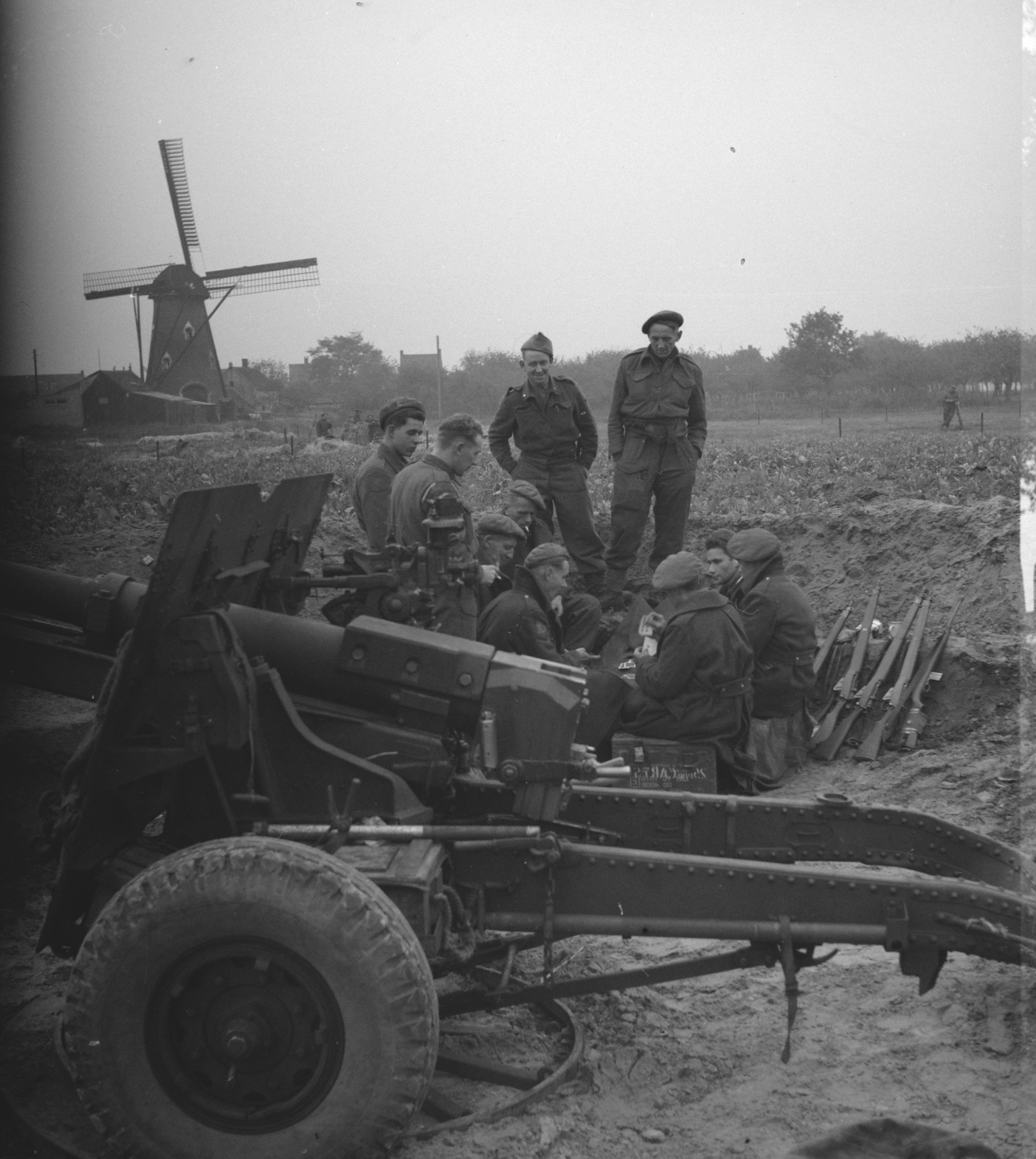
Prinses Irene Brigade langs de weg Tilburg - Breda, 26 oktober

Verder naar het zuiden had een colonne van de 15e Schotse Divisie en de 6e Guards Pantserbrigade vanuit hun positie bij Moergestel in de vroege uren van 26 oktober in een snelle actie Oisterwijk veroverd. De hoofdmacht van deze Schotse divisie voerde nu convergerende aanvallen uit richting Tilburg, een van de grootste industriesteden van Holland. De Schotten werden bijgestaan door de Prinses Irene Brigade, die vanuit het zuiden aanviel. De Nederlanders konden Tilburg niet bereiken en strandden bij Broekhoven, waar stevig werd gevochten en vier soldaten werden gedood, maar dit was genoeg om de Duitsers af te leiden. Als gevolg hiervan ondervond de 44e Laagland Infanteriebrigade die de opmars naar Tilburg leidde slechts weinig weerstand en bevrijdde de stad op 27 oktober, nadat de Duitsers zich hadden teruggetrokken op hun zogenaamde Stellung Zwei. Wilde feesten ontstonden toen de bevrijding zowel de Nederlanders als de Duitsers volledig verraste. De 15e Schotse Divisie werd hierdoor tegengehouden om verder op te rukken. De Scots Greys waren intussen in staat om op te rukken naar Goirle, waar ze zich zouden samenvoegen bij elementen van de 1e Poolse Pantserdivisie.
De 15e Schotse Divisie en de 6e Guards Pantserbrigade kregen nu het bevel om zich met allerhoogste spoed weer bij het Britse 8e Legerkorps te voegen op de oostelijke flank van de corridor, waar een Duitse tegenaanval was begonnen op de Peelmoerassen net ten zuidoosten van Eindhoven.

### Britse 1e Legerkorps
Het Britse 1e Legerkorps lanceerde op 23 oktober zijn aanval om vanaf de landengte van Zuid-Beveland richting het belangrijke Hollandsch Diep op te rukken, in de hoop de Duitsers in een kleinere ruimte samen te dringen. Het korps bestond uit de Canadese 4e Pantserdivisie, de Poolse 1e Pantserdivisie, de Britse 49e (West Riding) Infanteriedivisie, de Britse 34e Tankbrigade en later nog aangevuld met de Amerikaanse 104e (Timberwolf) Infanteriedivisie.
Operatie Suitcase begon tegelijk met Pheasant en de Belgische stad Essen werd twee dagen later ingenomen door het Algonquin Regiment. De opmars werd gehinderd door landmijnen en wegblokkades, maar daadwerkelijke gevechten waren tot nu toe schaars. Dit veranderde dramatisch na het oversteken van de Nederlandse grens toen Wouwse Plantage met verliezen werd ingenomen.
Op 26 oktober 1944 gaf Generalfeldmarschall Von Rundstedt het volgende bevel:

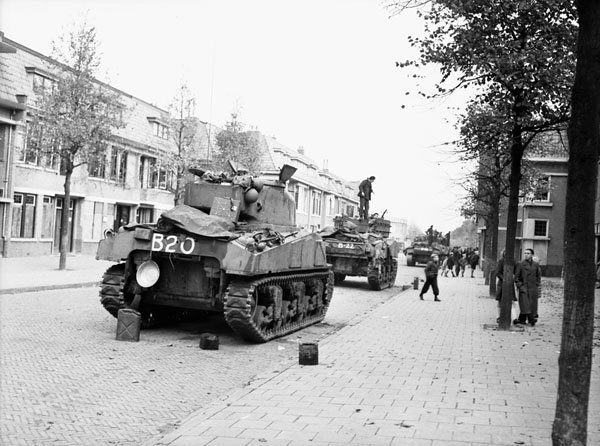
Sherman tanks van het Canadese South Alberta Regiment in het net bevrijde Bergen op Zoom, 29 oktober 1944

teneinde een vijandelijke doorbraak te voorkomen en met onze krachten zuinig om te gaan, machtig ik hierbij 15e Leger om zich terug te trekken naar de algemene linie Bergen op Zoom/Roosendaal/Breda/Dongen/west van 's-Hertogenbosch

#### Bergen op Zoom
Op 27 oktober bevond de Canadese 4e Pantserdivisie zich aan de rand van Bergen op Zoom en twee infanteriecompagnieën van het Lincoln and Welland Regiment waren op tanks vooruit getrokken naar een weg net ten zuiden en oosten van de stad. De Canadese opmars richting Bergen op Zoom dwong Von Rundstedt tot het opnieuw inzetten van de elite 6e Parachutistenregiment, die tot dan toe de 2e Canadese Infanteriedivisie de toegang tot Zuid-Beveland had geblokkeerd ter verdediging van Bergen op Zoom. Het Algonquin Regiment probeerde de Duitse stellingen bij Steenbergen, net ten noorden van Bergen op Zoom, te omsingelen terwijl de Governor General's Foot Guards op weg waren naar Steenbergen.
Na enige verwarring over wie de stad verdedigde (voornamelijk de 711e Infanteriedivisie), trokken het en het Lincoln and Welland Regiment de volgende dag op naar de stad en betraden de Grote Markt. Ze bevrijdden het grootste deel van de stad, waarin ze meldden dat "de ontvangst van de mensen van Bergen op Zoom zo enthousiast en wild was als tot nu toe niet gezien". De Duitsers hielden echter nog steeds het noorden van de stad in handen. Het elite Duitse 6e Parachutistenregiment bood hevig verzet en gebruikte Panzerfausten en gemechaniseerde kanonnen om de Canadese tanks uit te schakelen, maar trok zich terug in Steenbergen toen de Foot Guards dreigden hun terugtocht af te snijden. Op 30 oktober verlieten de Duitsers Bergen Op Zoom volledig en de volgende dag vielen het Algonquin Regiment en de Grenadier Guards het dorp Welberg net buiten Steenbergen aan. Het dorp werd echter zo krachtig verdedigd door het 6e Parachutistenregiment, dat uiteindelijk het grootste deel van de Canadese 4e Pantserdivisie ingezet moest worden om Welberg na drie dagen van gevechten in te kunnen nemen.
Enkele dagen verstreken echter voordat het gehele 1e Legerkorps de lijn Breda – Roosendaal –  Bergen op Zoom had kunnen oversteken. Na de inname van Breda trok de Poolse 1e Pantserdivisie samen met de Canadese 2e Pantserbrigade op richting Moerdijk en de daar liggende hoogst belangrijke bruggen over het Hollandsch Diep. Deze twee eenheden bereikten al snel de lijn van de Mark en het Markkanaal. Er volgden harde gevechten, maar ze waren niet in staat om voor eind oktober een bruggenhoofd over het kanaal te vestigen.
Met het Canadese leger al in Essen en Bergen op Zoom, liepen de formaties van het Duitse 67e Legerkorps in het gebied van Korteven het gevaar omsingeld te worden en dit korps werd al gemachtigd om een algemene terugtrekking te starten. De Canadezen waren dus in staat om Korteven te nemen en het gebied ertussen en de zee werden gezuiverd, wat betekende dat ze hun aandacht konden gaan richten op de strijd om de Schelde waarin ze Operatie Vitality uitvoerden.

#### Breda en het bruggenhoofd over het Markkanaal

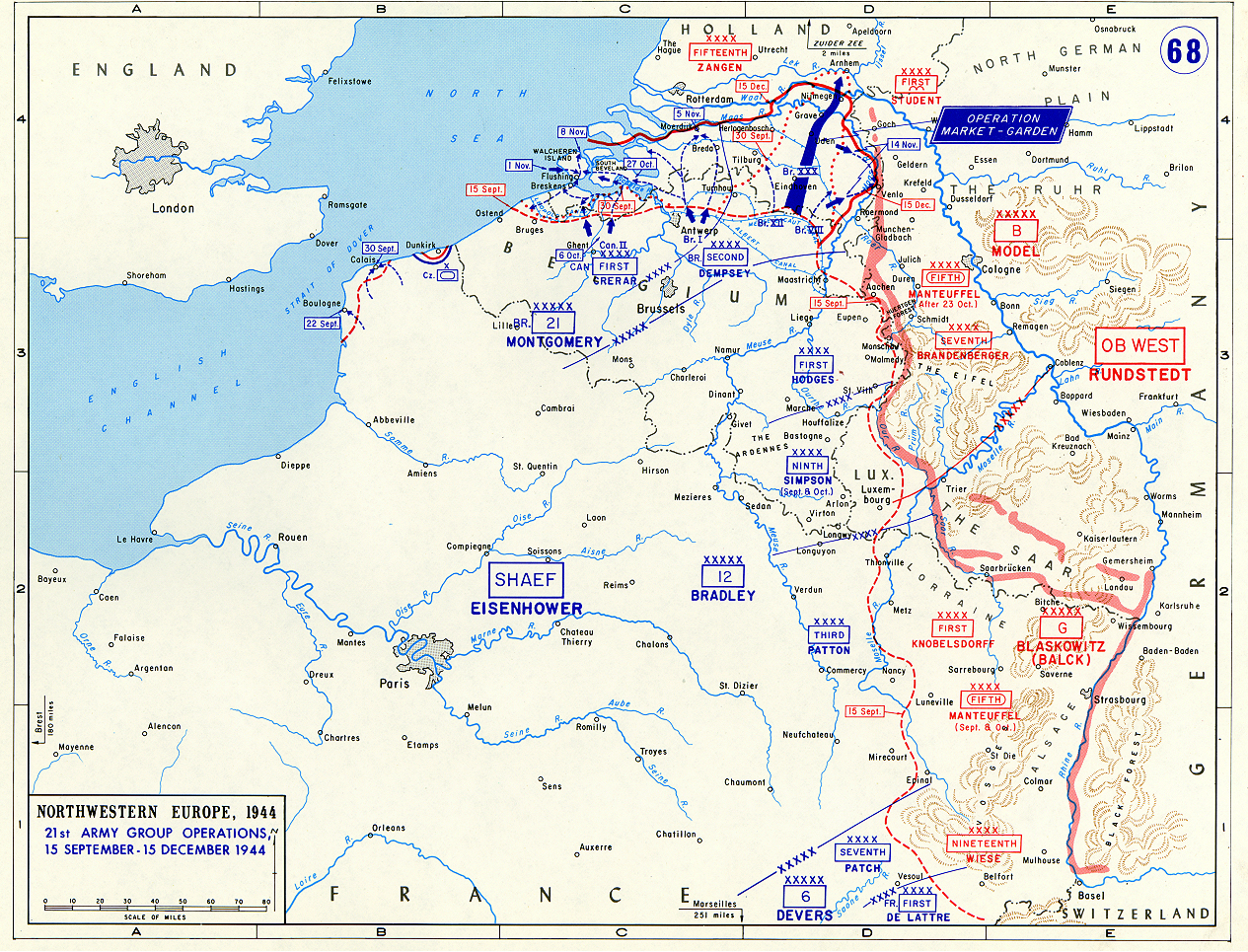
Kaart van Operatie Market Garden en Operatie Pheasant in één

Het Britse 1e Legerkorps was intussen zijn weg blijven bevechten richting het noorden en tegen het 27 oktober was Stanisław Maczeks 1e Poolse Pantserdivisie, dicht bij de legergrens tussen het 1e Canadese en 2e Britse Leger, begonnen met een flankerende aanval op de stad Breda na het afsnijden van de weg vanaf Tilburg.

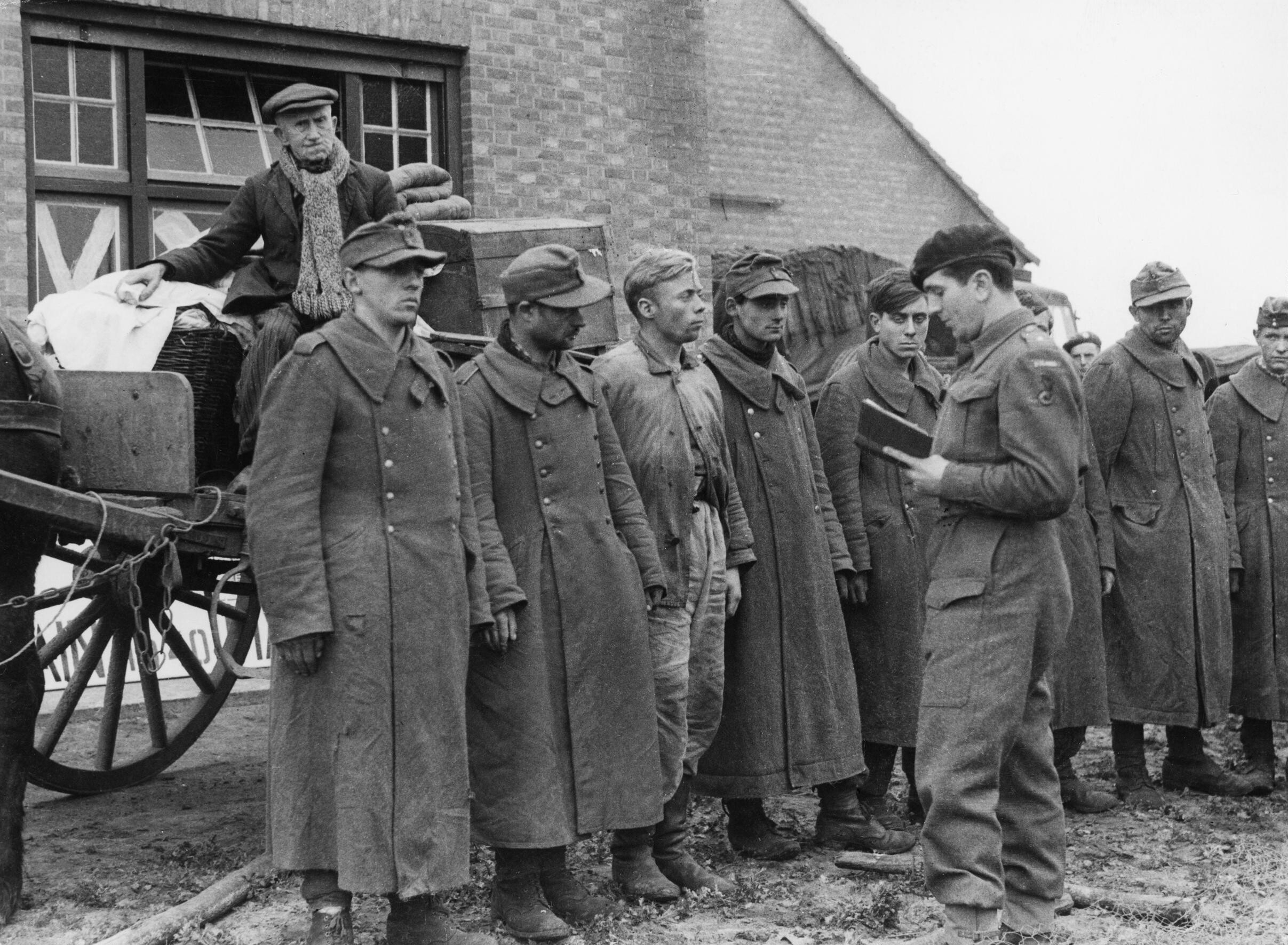
Duitse krijgsgevangenen worden ondervraagd door een luitenant van de 1e Poolse Pantserdivisie tijdens de veldtocht ter bevrijding van Breda, uiteindelijk op 29 oktober 1944

Op dat moment werd de divisie verdeeld in twee gevechtsgroepen om de bevrijding van Breda te beginnen. De zuidelijke gevechtsgroep rukte op van Gilze door Bavel tot de zuidelijke rand van Breda. De noordelijke gevechtsgroep viel aan via de dorpen Molenschot en Dorst, om later de noordelijke rand van de stad te omcirkelen.
In de vroege uren van 29 oktober begonnen beide gevechtsgroepen de aanval op de stad Breda. Gilze was al snel in Poolse handen, gevolgd door de dorpen Molenschot en Dorst. De opmars naar Breda werd echter belemmerd door Duitse artillerie en een Duitse tegenaanval in de buurt van de Dorst, alhoewel afgeslagen, vertraagde de bevrijding van de stad. De Duitsers trokken zich terug naar het noorden en in de loop van de volgende dag werd de hele stad bevrijd. Met uitbundige vieringen werden de Polen begroet, maar in de gevechten waren 42 Poolse soldaten gedood (samen met twee Canadezen) en het dubbele van dat aantal aan gewonden. Gelukkig waren er maar weinig burgerslachtoffers en ook was de schade aan de stad licht.
Om de bruggen over het Hollandsch Diep in te nemen, moest het Markkanaal worden overgestoken en daarmee de geallieerde linie verbreed. Op 31 oktober werd de stad Moerdijk ingenomen door de Polen, die werden ondersteund door de artillerie die bij Zevenbergen stond opgesteld. De Polen raakten echter steeds verder uit bereik, wat de artillerieondersteuning niet verbeterde. De Polen slaagden er vervolgens in het kanaal over te steken, maar naarmate Duitse versterkingen werden aangevoerd, werden de Polen getroffen door een aantal zware Duitse tegenaanvallen. Ze slaagden erin de aanvallen te weerstaan, maar de volgende dag reageerden de Duitsers met nog meer kracht. Gedurende de hele dag en avond behielden de Polen wanhopig hun bruggenhoofd. Pas toen de artillerie op hun eigen positie werd gericht, was het momentum van de Duitse aanval voorbij.

#### Amerikaanse opmars naar de Mark
De Amerikaanse 104e (Timberwolf) Infanteriedivisie was vanaf zijn verzamelpunt in Frankrijk vertrokken om zich bij de 21e Legergroep te voegen en te helpen bij de operaties daar. Ze werden geplaatst met links de Britse 49e Infanteriedivisie en rechts de 1e Poolse Pantserdivisie. De Amerikanen namen deel aan de offensieve operaties vanaf 23 oktober.
Op 30 oktober, na vijf dagen van continue operaties, was de divisie ongeveer 23 km opgerukt, hadden de stad Zundert bevrijd na een hard gevecht en ze waren nu in het zicht van de Mark. Onderweg daarheen was Achtmaal ingenomen, de controle verkregen over de weg Breda – Roosendaal en Leur en Etten bevrijd. De divisie kwam uiteindelijk op 31 oktober bij de Mark aan. Een gecoördineerde aanval over de Mark bij Standdaarbuiten op 2 november vestigde een bruggenhoofd en de rest van de divisie stak de rivier over. De volgende twee dagen bleven de Timberwolves de Duitse restanten noordwaarts achtervolgen. Zevenbergen werd ingenomen en het Hollandsch Diep  werd bereikt op 5 november.

#### Operatie Rebound – Roosendaal naar Willemstad
De Britse 49e Infanteriedivisie trok samen met de 4e Canadese Pantserdivisie richting Breda. De Britten zouden aanvallen in de richting van Loenhout en vervolgens Clarkeforce (een gemengde tanks/infanterie/artillerie gevechtsgroep vanuit de 34e Tankbrigade) inzetten om de doorbraak te benutten en de hoofdweg naar Wuustwezel op te trekken in Operatie Rebound. Op 20 oktober begon Rebound met een spervuur, waarna Clarkeforce om 16:00 uur werd gelanceerd, waarbij enkele Duitse stellingen werden omtrokken om later door ondersteunende troepen te worden opgeruimd, en een gebied werd bereikt dat bekend staat als "de Stenen Brug". Het gevecht om dit punt nam het grootste deel van de resterende middag in beslag, maar de brug werd veroverd voordat deze kon worden opgeblazen. Clarkeforce drong eroverheen en drong Wuustwezel van de achterzijde binnen en nam ongeveer 500 man gevangen die dag. De tanks rukten vervolgens verder op in het donker totdat ze werden tegengehouden door Duitse wegversperringen.

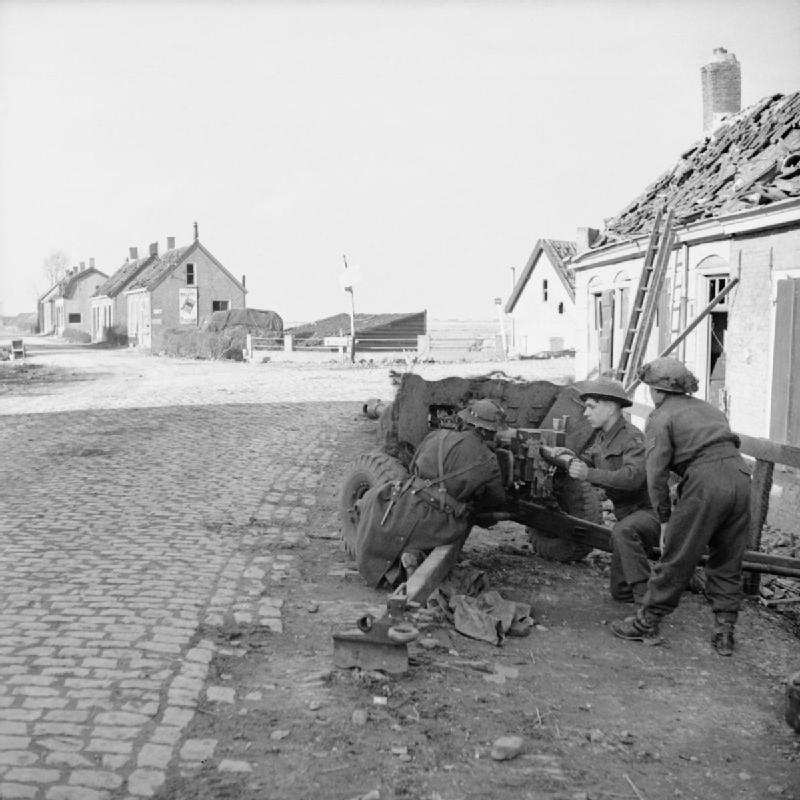
Een zesponder antitankkanon van het 4e Hallamshires, 49e Divisie, bewaakt de weg naar Willemstad

De divisie rukte vervolgens op richting Nieuwmoer. De speerpunt van Clarkeforce werd tegengehouden door Duitsers bezette bossen. Nadat deze beschoten waren door artillerie ging de opmars door. Op 22 oktober werd Essen bereikt en ingenomen na het opruimen van verspreide Duitse pockets. De 56e Infanteriebrigade plaveide de weg door in de nacht van 25 op 26 oktober vanuit Essen op te rukken naar Nispen. Clarkeforce zette de volgende ochtend koers naar Brembosch tegen een sterke Duitse achterhoede. Veel obstakels moesten worden genomen, inclusief sterk Duits verzet. Onder andere een enorme antitankgracht moest worden overgestoken, wat lukte. Kort daarna zou de 49e Infanteriedivisie te maken gaan krijgen met een Duitse tegenaanval.
Het verlies van Essen en zijn vitale kruispunt maakte het Oberkommando der Wehrmacht razend, zich realiserend dat dit het zwakste punt was geweest. Verdere terugtrekking werd geweigerd en de commandant van het 67e Legerkorps, Otto Sponheimer, zette een grote tegenaanval in. De 49e Infanteriedivisie voelde de volle impact van de tegenaanval van de Duitse 245e Infanteriedivisie (alleen het versterkte Grenadierregiment 936 was beschikbaar, maar wel met ondersteuning van Sturmgeschütz-Brigade 667 en Schwere Panzerjäger-Abteilung 559, die de opdracht had gekregen om Wuustwezel te heroveren met de steun van hun korpsartillerie. De tegenaanval viel zwaar op het Leicestershire Regiment toen twee pelotons van diens A-compagnie onder de voet werden gelopen – en zes Duitse tanks braken toen door. Desalniettemin vocht de rest van de Leicesters terug en vergezeld van Churchill-tanks werden vier Duitse tanks uitgeschakeld. De Duitsers zetten de aanval voort tot de avond, waarop ze zich teruggetrokken nadat ze zware verliezen aan manschappen hadden geleden en in totaal dertien tanks en zelfrijdende kanonnen waren uitgeschakeld. Maar ook de Leicesters hadden stevige verliezen geleden, 111 man waaronder 25 gesneuvelden.
Op 31 oktober was Clarkeforce door Wouw getrokken en had Roosendaal bereikt. Een met artillerie en tanks ondersteunde systematische aanval op de stad werd bevolen, omdat ze zware tegenstand verwachtten. Een patrouille onder dekking van een mist ontdekte echter dat de Duitsers zich al hadden teruggetrokken, waardoor de stad en haar bevolking voor verdere vernietiging werden behoed. Het uiteindelijke doel van de 49e Infanteriedivisie was Willemstad aan het Hollands Diep. Dit was 15 km over terrein dat niet geschikt was voor pantservoertuigen, dus werd Clarkeforce ontbonden en voerde de divisie een conventionele infanterieopmars uit. Willemstad werd op 6 november vrijwel zonder tegenstand bevrijd nadat het Duitse garnizoen zich over het Hollands Diep had teruggetrokken.

### Duitse terugtocht
Von Rundstedt besefte het gevaar van dit offensief en was van plan om Britse mankracht weg te trekken. Op 26 oktober troffen twee Duitse gepantserde divisies Dempsey’s dunne linies in de Peel. De Amerikaanse 7e Pantserdivisie was het slachtoffer van deze aanval en dreigde afgesneden te worden nabij de stad Meijel. Dempsey reageerde echter snel en verplaatste de 15e Schotse Divisie en de 6e Guards Pantserbrigade vanuit Tilburg, zodat ze zich binnen een dag achter de Amerikanen concentreerden. Van 29 oktober tot 7 november dreef deze strijdmacht in zware gevechten, vaak in modder en regen, de Duitsers terug naar hun oorspronkelijke posities en werd deze dreiging weggenomen. Nadat deze ontlastingsaanval beëindigd was, gaf Von Rundstedt, in een poging om ervoor te zorgen dat het 15e Leger niet werd vernietigd, toestemming voor een terugtrekking naar de lijn van de Mark en het Markkanaal.
Von Rundstedt rapporteerde aan Hitler dat het 15e Leger zich zou moeten terugtrekken over de Waal, maar Hitler beval dat het stand moest houden in het gebied ten zuiden van de Maas. Terwijl de situatie van het 15e Leger bleef verslechteren, vroeg Von Rundstedt om nieuwe orders. Hitlers herhaalde slechts zijn eis en zei dat er opdracht was gegeven voor een grote versterking van het 15e Leger. Belangrijker, in operationele termen, was het bevel dat Generaloberst Kurt Student, bevelhebber van de 1e Parachutistenleger op de linkerflank van het 15e Leger, het bevel zou overnemen over alle Duitse troepen in het noordwestelijke deel van Nederland, bekend als Armeegruppe Student. Deze ontstond formeel op 30 oktober en werd op 11 november omgedoopt tot Legergroep H.

### Laatste operaties
Op 4 november begon de 51e Hoogland Divisie een aanval over het Afwateringskanaal, een klein overgebleven bruggenhoofd even ten westen van 's-Hertogenbosch. Bekend als Operatie Guy Fawkes werden de Hooglanders bijgestaan door de 7e Pantserdivisie op de linkerflank. Tegen verspreide weerstand in ontruimden ze een gebied van ruim 60 vierkante kilometer en schakelden het bruggenhoofd binnen een paar dagen uit. 
Op 5 november had  de onverbiddelijke druk uitgeoefend door de formaties van het Britse 1e Legerkorps, grotendeels bijgestaan door RAF-jachtbommenwerpers, de door de Duitsers bezette rivierlijn van de Mark verbroken. In de loop van de volgende drie dagen sloot het korps op naar de Maas, maar niet snel genoeg om te voorkomen dat de Duitsers de Moerdijkbruggen vernietigden. Hiermee eindigde Operatie Pheasant ten slotte.
Er bleef nog een klein Duits bruggenhoofd, en dat was bij Empel, net ten noorden van 's-Hertogenbosch. Het 7th Battalion Argyll and Sutherland Highlanders kreeg opdracht dit te ruimen. Op 6 november om 22:30 uur lanceerden D Compagnie en B Compagnie een korte aanval. Oppositie was er nauwelijks, alleen wat artillerie- en mortiervuur. Met negen eigen man verliezen nam het bataljon in totaal 10 Duitsers krijgsgevangen.

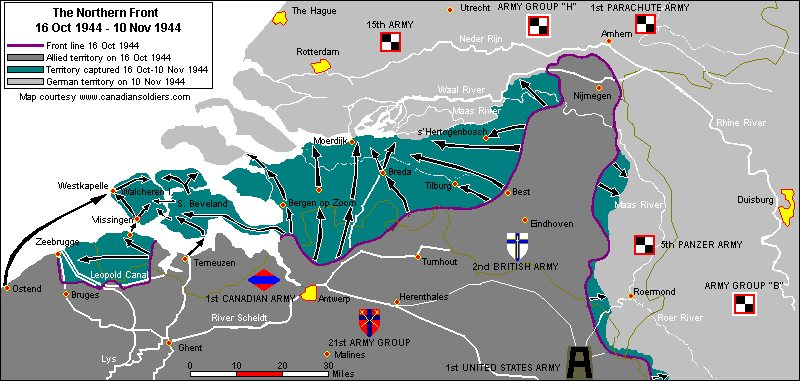
Kaart van en de Schelde operaties

## Nasleep
Na de voltooiing van Pheasant namen Canadese troepen de verantwoordelijkheid voor de gehele Maas-sector op zich, stroomopwaarts tot aan Maren en namen ook de Nijmeegse sector over van het Britse 30e Legerkorps.
De Duitse terugtocht ontaardde nooit in een vlucht; het 15e Leger gebruikte vertragende tactieken en een vastberaden verzet tegen de aanvallende geallieerden. De geallieerden waren zelf niet in staat om een knock-out uit te delen, maar ze waren niettemin in staat om het belangrijkste resultaat te bereiken: het opruimen van de Duitse troepen uit het gebied tussen Antwerpen en de Maas om de geallieerde aanvoerlijnen veilig te stellen. Bovendien sneed het offensief de Duitsers volledig af, die achterbleven waren in hun posities aan de monding van de Schelde. Als gevolg van dat offensief in november en met Walcheren volledig vrij, capituleerden meer dan 40.000 Duitsers. Nu de Schelde vrij was van obstakels en Duitse kanonnen, werd Antwerpen de belangrijkste haven die de geallieerden de komende maanden nodig zouden hebben.
De Duitsers hadden zware verliezen geleden; het 15e Leger verloor tijdens deze operatie in totaal 8.000 gevangenen en evenveel doden en gewonden. De 712e Infanteriedivisie, die tijdens de strijd bijna 1.700 gevangenen had verloren en vele doden en gewonden, werd versterkt en naar het oostfront gestuurd. De 59e Infanteriedivisie werd teruggetrokken naar de Hoeksche Waard om het tegen aanvallen te verdedigen. Voor de Nederlanders was de bevrijding een enorme opluchting – Brabant was nu bijna geheel vrij. De bevrijde dorpen en steden leden over het algemeen slechts geringe schade; met uitzondering van 's-Hertogenbosch. Tilburg, Willemstad, Breda, Roosendaal en Bergen op Zoom werden allemaal relatief onbeschadigd veroverd en er vielen relatief weinig burgerslachtoffers. Grote gevechten bleven namelijk gespaard omdat de Duitsers zich telkens uit die plaatsen hadden teruggetrokken.

### Voetnoten
1. 1 2 3  Goddard p 89
2. 1 2 3 4 5  Buckley pp 244–47
3. ↑  Operation Aintree. Codenames -Operations of World War II.
4. ↑  Alleen met een massale aanval over een breed front konden de ingegraven Duitsers worden verslagen (19 oktober 2019). Geraadpleegd op 6 oktober 2024.
5. 1 2 3   UK Independent Armoured Brigades
6. 1 2 3 4 5 6 7  Delaforce (2015) pp 111–122
7. 1 2 3 4  Delaforce (2017) pp 174–84
8. 1 2 3  The Polish Review, Volume 4. Polish information center (1944), 4–8. Geraadpleegd op 17 april 2019.
9. 1 2 3 4  Copp, Terry & Vogel, Robert p 50
10. ↑  Strength in reserve; a bibliographic survey of the United States Army Reserve. Army Library (U.S.) (1968), p. 98.
11. 1 2  Didden p. 151-54
12. 1 2 3 4  Kemp, Peter, Graves, John (1960). The Red Dragon: The Story of the Royal Welch Fusiliers, 1919–1945 Authors. Gale and Polden, 218–27.
13. ↑  Renouf pp 172–75
14. ↑  Smith p181
15. ↑  Tout p. 43
16. 1 2  North, John (1953). North-west Europe, 1944-5: the achievement of 21st Army Group, The Second World War, 1939–1945. H. M. Stationery Off, p. 150. ISBN 9780117721975.
17. 1 2  Blake p. 508
18. 1 2 3  Tout p.183-88
19. 1 2 3  Moulton pp. 99–100
20. ↑  Didden p. 173
21. ↑  Tout p. 180
22. 1 2  Hart p. 45
23. ↑  Forty p. 136
24. ↑  Zuehlke p 407
25. 1 2 3  Copp, Terry & Vogel, Robert p 131
26. ↑   J. Williams P.161
27. ↑  J Williams p.163
28. 1 2  Jamar, K (1946). With the Tanks of the 1st Polish Armoured Division. H.L. Smit, 240–47.
29. ↑   Koskodan p. 173
30. 1 2 3  Armed Forces Information School (1950). The Army Almanac: A Book of Facts Concerning the Army of the United States. U.S. Government Press, p. 570.
31. ↑   Sainsbury, pp. 239–40.
32. 1 2  107 RAC War Diary October 1944, The National Archives (TNA), Kew, file WO 171/876.
33. ↑  Sainsbury, pp. 240–1.
34. ↑  Zuehlke p. 371
35. ↑  Delaforce (2013) pp 165–67
36. ↑  Ellis, Vol II, pp. 126–7.
37. 1 2 3  Guderian p. 233
38. 1 2  Van Der Zee p. 67
39. ↑  Missing soldiers in the Netherlands 1940-1945. Gearchiveerd op 2 april 2023. Geraadpleegd op 2 april 2023.
40. ↑  Ellis, Vol II, pp. 123–7.
41. ↑  United States Army in World War II – Part 3, Volume 7. Department of the Army (1947), p. 229.
42. ↑  MacDonald, Charles B (1963). The Siegfried Line Campaign, Volume 3, Part 6 The Siegfried Line Campaign. Departement van het leger, p. 219.